# Caldarium

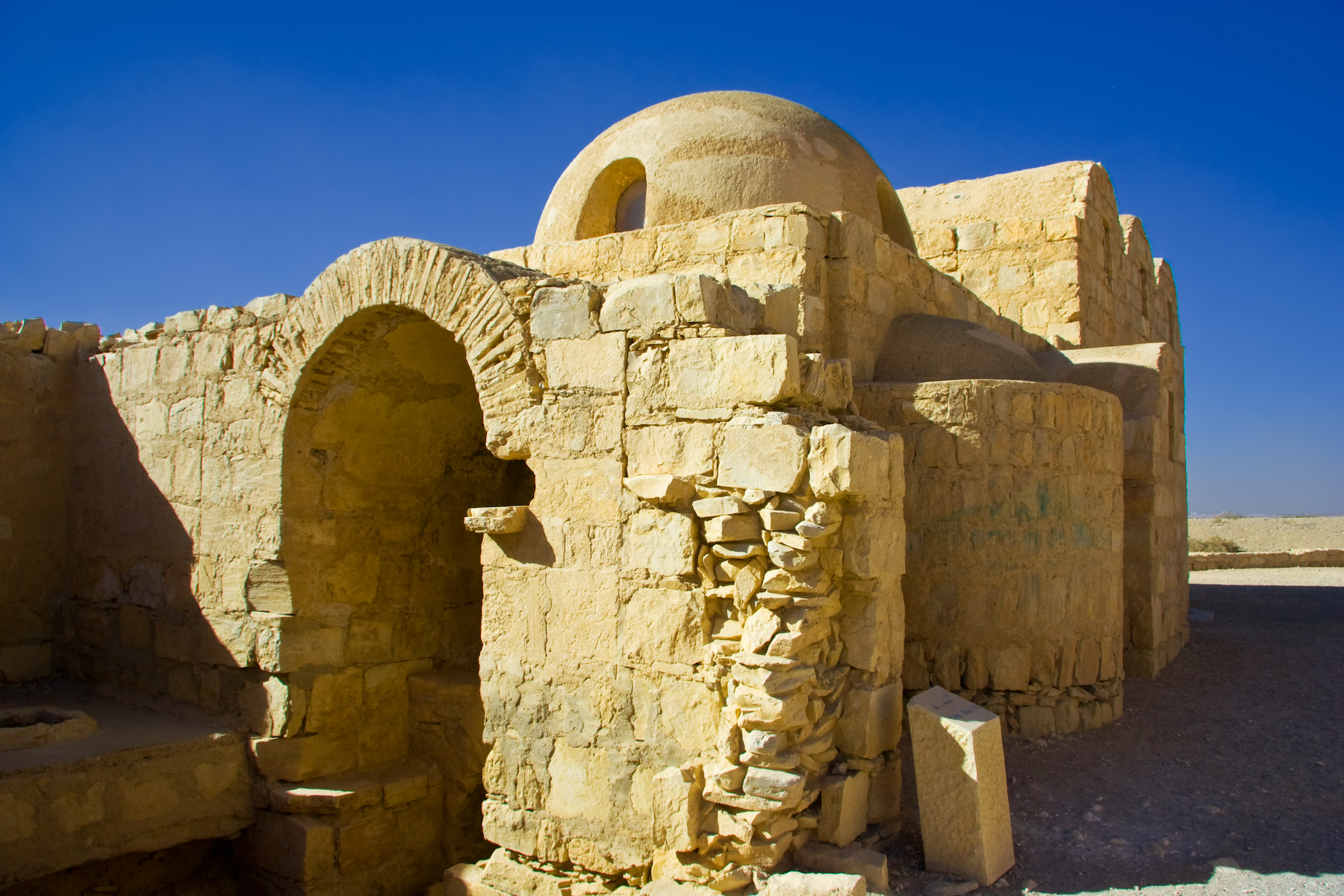
Het ronde koepeltje is het dak van het caldarium van het badhuis Quseir Amra uit de tijd van de Omajjaden in Jordanië.

Een caldarium (Latijn: calda= warm water) ook wel calidarium, cella caldaria of cella coctilium genoemd, zijn de ruimten in een Romeins badhuis voor de warme baden. De temperatuur lag ruim boven de 40 graden Celsius met een hoge luchtvochtigheid van 80 - 90 %. Het warmwaterbassin dat hierin geplaatst was, werd het alveus genoemd.
De vloeren en wanden van de ruimte werden verwarmd door middel van het hypocaustum.  Voordat men een bezoek aan het caldarium bracht gingen de baders naar het tepidarium en het frigidarium. 
Soms werd er aan een caldarium een sudatorium of zweetkamer toegevoegd.